# توم ويلكوكس
توم ويلكوكس (بالإنجليزية: Tom Wilcox)‏ (1879 - 1962) هو لاعب كرة قدم بريطاني (وحمل سابقاً جنسية المملكة المتحدة لبريطانيا العظمى وأيرلندا) في مركز حراسة المرمى. لعب مع مانشستر يونايتد ونادي أرسنال ونادي بلاكبول ونادي كارلايل يونايتد ونادي ميلوول ونورويتش سيتي وهدرسفيلد تاون ونادي جوول ‏ وكراي واندررز.

## وصلات خارجية
- توم ويلكوكس على موقع عالم كرة القدم.نت (الإنجليزية)